# Política de governo
Política de governo é o conjunto de filosofias, ideais, planos e medidas que compõe uma gestão pública. Influenciada por diversos fatores incluindo as relações partidárias, alianças políticas, apoio de instituições privadas e da própria sociedade civil.